# جاي هييرون
جيمس توماس هيرونيموس (بالإنجليزية: James Thomas Hieronymus؛ مواليد 29 يوليو 1976) هو مقاتل فنون القتال المختلطة أمريكي.

## وصلات خارجية
- جاي هييرون على موقع يو إف سي (الإنجليزية)
- جاي هييرون على موقع بيلاتور (الإنجليزية)
- جاي هييرون على موقع شيردوغ (الإنجليزية)
- جاي هييرون على موقع IMDb (الإنجليزية)
- جاي هييرون على موقع قاعدة بيانات الفيلم (الإنجليزية)